# Adobe Photoshop Lightroom
Adobe Photoshop Lightroom er et avanceret computerprogram til billedbehandling. Det er udviklet af Adobe Systems og kan køre på platformene Mac OS X og Microsoft Windows.
Programmet henvender sig primært til professionelle fotografer, som behandler store mængder af fotos med hurtig tilretning, beskæring samt arkivering af relevante motiver.